# 特奥多尔·阿德里安·冯·伦特恩

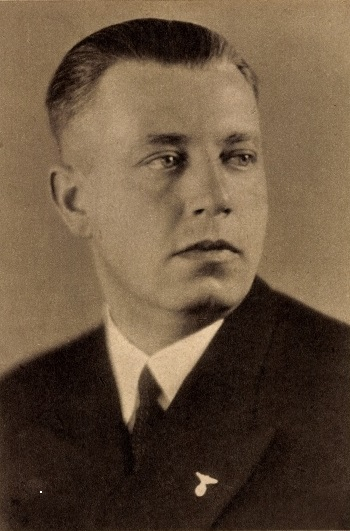
特奥多尔·阿德里安·冯·伦特恩

特奥多尔·阿德里安·冯·伦特恩（Theodor Adrian von Renteln，1897年9月15日—1946年）是一位德国纳粹主义活动家、政治人物。二战期间，他曾担任东方总督辖区-立陶恩普通区总专员，参与过立陶宛猶太人大屠殺。
据部分资料称，他在第二次世界大战后遭蘇聯逮捕，在受审后于1946年因战争罪被处以绞刑。也有资料称，他在战后逃到南美洲，用假身份生活，直到死亡。他的死亡从未被完全证实。